# Perespa (województwo lubelskie)
Perespa – wieś w Polsce położona w województwie lubelskim, w powiecie tomaszowskim, w gminie Tyszowce.
| SIMC    | Nazwa      | Rodzaj    |
| ------- | ---------- | --------- |
| 0903558 | Nowa Wieś  | część wsi |
| 0903564 | Stara Wieś | część wsi |
| 0903570 | Wólka      | część wsi |

Wieś jest sołectwem w gminie Tyszowce. Według Narodowego Spisu Powszechnego z roku 2011 wieś liczyła 374 mieszkańców.
Wieś starostwa tyszowieckiego w XVIII wieku. W latach 1975–1998 miejscowość administracyjnie należała do województwa zamojskiego.
Wieś jest siedzibą rzymskokatolickiej parafii św. Michała Archanioła w Perespie. W miejscowości znajduje się zabytkowy kościół, wzniesiony w latach 1807–1827 jako cerkiew unicka, następnie prawosławna, a także cmentarz rzymskokatolicki i nieużytkowany od II wojny światowej cmentarz prawosławny.